# Shuttle America
Shuttle America war eine US-amerikanische Regionalfluggesellschaft mit Sitz in Indianapolis und zuletzt ein Tochterunternehmen der Republic Airways Holdings.

## Geschichte

### Gründung und erste Jahre
Shuttle America wurde 1995 gegründet und begann den Flugbetrieb am 12. November 1998 als Billigfluggesellschaft. Das Hauptquartier befand sich in Windsor Locks und die Heimatbasis am Hartford’s Bradley International Airport. Sie begann den Linienbetrieb mit der Verbindung von Hartford (Connecticut) nach Buffalo. Das erste Flugzeug war eine De Havilland DHC-8-311. Das Streckennetz und die Flotte von Shuttle America wuchsen im ersten Jahr sehr schnell.
Um den Markt im Umfeld von Boston zu erreichen, richtete Shuttle America 1999 eine Basis am Regionalflughafen Hanscom Field ein. Der Flughafen in Bedford (Massachusetts) liegt 19 Kilometer westlich von Boston und hatte gegenüber Logan Airport mehrere Vorteile, wie freies Parken, Autoverleih und Anschluss an den Interstate 95. Von dort flog Shuttle America nach Buffalo, New York-LaGuardia, Trenton (New Jersey) und Greensboro (North Carolina) über Trenton. Zu der Zeit war Trenton das Drehkreuz für das Liniennetz.

### Entwicklung seit 2000
Kurz vor dem 11. September 2001 ging Shuttle America in Insolvenz und wurde von Wexford Holdings LLC, der damaligen Besitzerin von Chautauqua Airlines, übernommen. Danach begann Shuttle America mit Flügen als US Airways Express im Codeshare für US Airways. Shuttle America betrieb Zubringerdienste zum Drehkreuz der US Airways in Pittsburgh und Saisonflüge nach Martha’s Vineyard. Shuttle America flog bis zur Lieferung von Chautauquas Saab 340 die kleinere De Havilland DHC-8-100. Diese wurden von Allegheny Airlines geleast und waren eine Zwischenlösung während der Abwicklung der Saab 340. Die DHC-8-300 wurden schließlich an LIAT und Piedmont Airlines verkauft.
Im Jahr 2002 verlagerte Shuttle America ihren Hauptsitz nach Fort Wayne in Indiana. Durch die Insolvenz wurde aus der unabhängigen Fluggesellschaft eine Regionalairline für die großen Fluggesellschaften. Im Frühjahr wurde Shuttle America von Republic Airways Holdings übernommen.
Shuttle America unterhielt heute Basen für das Flugpersonal in Atlanta, Columbus (Ohio), Chicago und Indianapolis. Die Flotte wurde großteils ursprünglich von Chautauqua Airlines betrieben, wurde aber nach und nach zu Shuttle America transferiert, um die für American Airlines geltende Piloten-Klausel zu umgehen. Das Abkommen zwischen American Airlines und ihren Piloten beschränkt Codeshare-Zubringer auf Maschinen mit maximal 50 Sitzen.
Im Jahr 2014 beschloss Republic Airways, ihre Tochtergesellschaften – darunter Shuttle America – aus Kostengründen zu verschmelzen. Zunächst ging Chautauqua Airlines in Shuttle America auf, und Shuttle America wurde schließlich in Republic Airline integriert. Der letzte Shuttle America Flug fand am 31. Januar 2017 statt.

## Flugziele
Shuttle America betrieb Zubringerflüge für United Airlines unter der Marke United Express sowie für Delta Airlines als Delta Connection. Sie flog zuletzt 66 Städte in 24 US-Staaten an sowie auch Ziele in Kanada, Mexiko und Jamaika.

## Flotte

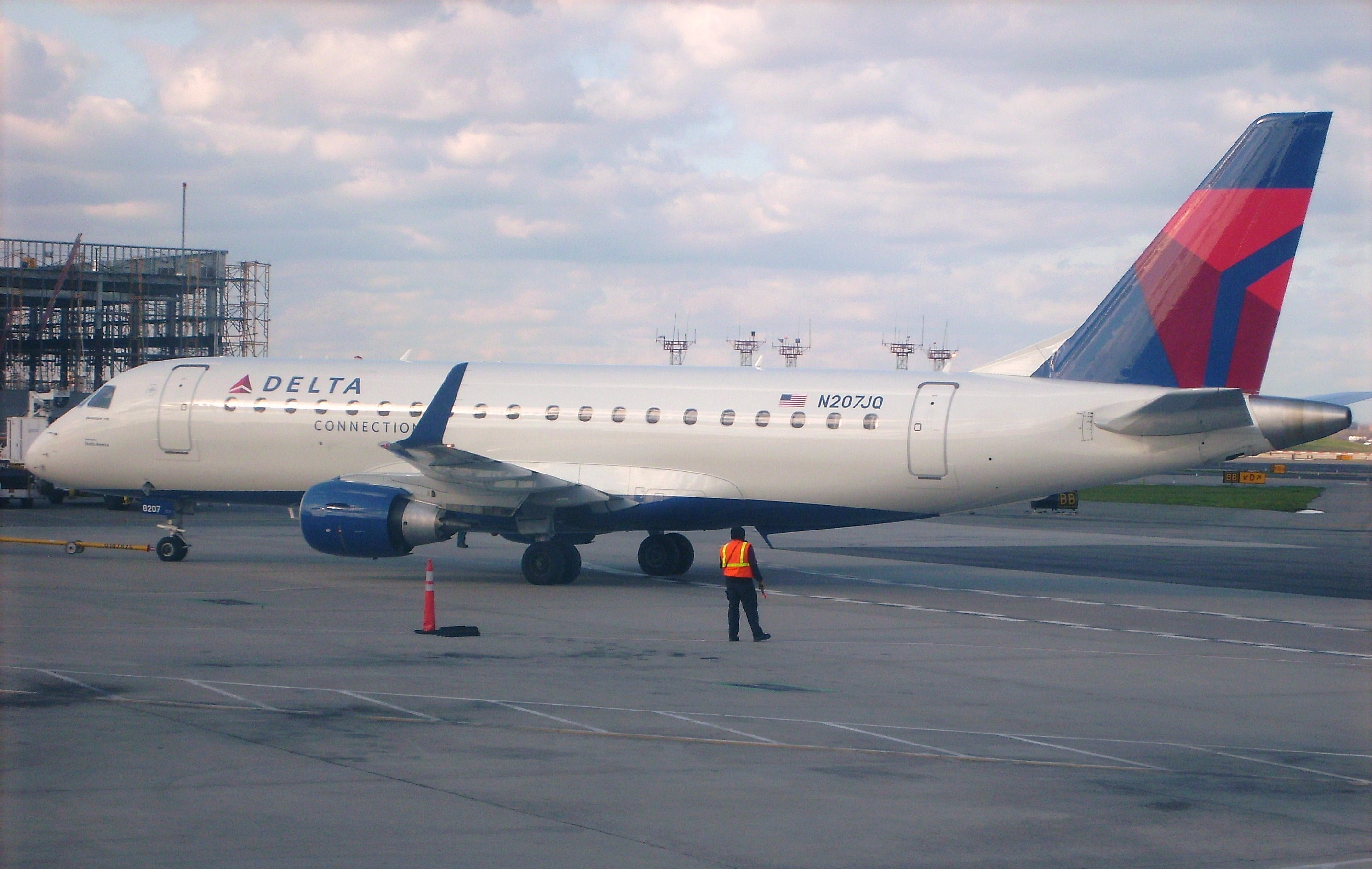
Eine Embraer 175 der Shuttle America im Einsatz für Delta Connection

Mit Stand Juni 2015 bestand die Flotte von Shuttle America aus 111 Flugzeugen:
- 43 Embraer-ERJ-145
- 52 Embraer 170
- 16 Embraer 175